# 1391
1391 је била проста година.

## Смрти
- 10. март — Твртко, један од најчувенијих српских владара.